# Berry Bickle
Berenice Josephine „Berry“ Bickle (geb. 1959 in Bulawayo) ist eine simbabwisch-mosambikanische Künstlerin, die in Maputo lebt. Sie schafft Skulpturen, Installationen und ist als Konzeptkünstlerin einzuordnen.

## Biographie
Berry Bickle kam 1959 im südwestsimbabwischen Bulawayo (damals Südrhodesien) zur Welt. Sie besuchte die Chisipite Senior School in Harare. Später studierte sie am Durban Institute of Technology, wo sie mit einem Diplom in fine arts abschloss, anschließend absolvierte sie ein Master-Kunststudium an der südafrikanischen Rhodes University. Bickle war Gründungsmitglied der Bulawayo's Visual Artists' Association.
Bickle arbeitet sowohl in Simbabwe als auch in Mosambik, inhaltlich beschäftigt sie sich intensiv mit der Kolonialgeschichte der Region. 1988 organisierte sie zusammen mit Tapfuma Gutsa den ersten Pachipamwe-Workshop, an dem jährlich bis 1994 über 100 Künstler aus Simbabwe, Afrika und der ganzen Welt teilnahmen.

## Werke
Berry Bickle ist eine Multimedia-Künstlerin, die in den Bereichen Installation, Video, Fotografie und Keramik arbeitet. Bei ihren Werken handelt es sich oft um Installationen und Arbeit in Mischtechnik, die oft auch Schrift enthalten; einige umfassen auch Video und Fotografie. In der Ausstellung und der Publikation Inscribing Meaning: Schrift und grafische Systeme in der afrikanischen Kunst wird die Präsenz von Texten in Bickles Werk und die Bedeutung des Akts des Schreibens und des Sammelns von Wörtern hervorgehoben. Die Künstlerin bezeichnet ihr Werk in diesem Rahmen als „Re-Writes“.
Bickle arbeitet oft auch mit anderen Künstlern wie der simbabwischen Keramikerin Marjorie Wallace zusammen.
- Sarungano (2000)
- Inheritance lost library (2004)
- Sleeping beauty (2006)
- Cyrene (2006)
- Wandering (2007)
- "Maputo Utopias" series (2008)[9]
- Suite Europa (2010)

## Ausstellungen
- 1993: „Zimbabwe/Tanzania: contemporary artists“, Helsinki.
- 1994: 5th Havana Biennalle, Havanna.
- 1995: First Johannesburg Africus Biennale, Johannesburg.
- 1995: On the Road, Africa95, London.
- 1996: MBCA-Decade of Award Winners, National Gallery, Harare.
- 1999: „Artists against landmines“, Franco/Mozambique Cultural Centre, Maputo.
- 1999: World Video Festival, Gates Foundation, Amsterdam.
- 1999: Artistes contemporains du Zimbabwe, Pierre Gallery, Paris.
- 1999: Women in African Art, Wien.
- 2001: 2001 El tiempo de Africa, Centro Atlantico de Arte Moderno, Gran Canaria
- 2001: "Siyaphambili-2000," National Gallery, Harare.
- 2001: Art dans le Monde, Paris.
- 2002: Africas: The Artist and the City: A Journey and an Exhibition, Barcelona.
- 2004: Afrika Remix – Zeitgenössische Kunst eines Kontinents – Museum Kunstpalast, Düsseldorf.
- 2004: Visions of Zimbabwe – Manchester Art Gallery, Manchester.
- 2005: Africa Remix, Centre Pompidou, Paris.
- 2005: Textures – Word & Symbol in Contemporary African Art – National Museum of African Art, Washington, D.C.[10]
- 2005: Africa Remix – Contemporary Art of a Continent – Hayward Gallery, London.
- 2006: Body of Evidence (Selections from the Contemporary African Art Collection) – National Museum of African Art, Washington, DC, 2006.
- 2006: Africa Remix – Contemporary Art of a Continent – Mori-Kunstmuseum, Tokio.
- 2006: 7ème Biennale de l'Art Africain contemporain – Dak'Art Biennale de l'art africain contemporain, kuratiert von N'Goné Fall in the frame of the individual exhibitions, Dakar.
- 2007: Annual MUSART – Museu Nacional de Artes (MUSART), Maputo.
- 2007: "Exit11, Limited edition Part 1" – Exit11, Grand-Leez, 2007.
- 2007: Africa Remix – Contemporary art of a continent – Johannesburg Art Gallery (JAG), Johannesburg, 2007.
- 2007: L'oeil-Écran Ou La Nouvelle Image – Casino Luxembourg – Forum d’Art Contemporain, Luxemburg.
- 2007: "Exit11, Exhibition 02 – Collective exhibition" – Exit11, Grand-Leez.
- 2008: Videozone 4 – Videozone – International Video-Art Biennial, Tel Aviv.
- 2008: Ifa-Galerie Berlin, Berlin.[9]
- 2008: Chance encounters – Sakshi Gallery, Mumbai.
- 2008: Animais: Caracterização e Representação – Museu Nacional de Artes (MUSART), Maputo.
- 2009: Chance Encounters – Seven Contemporary Artists from Africa – Centre for Contemporary Art, Lagos (CCA, Lagos), Lagos.
- 2009: Maputo: A Tale of One City – Oslo Kunstforening, Oslo
- 2011: Seeing Ourselves kuratiert von Raphael Chikukwa, Biennale di Venezia – 54th International Art Exhibition, Pavillon von Simbabwe, Venedig.[11]
- 2014: Die Göttliche Komödie: Himmel, Hölle, Fegefeuer aus Sicht afrikanischer Gegenwartskünstler, Museum für Moderne Kunst (MMK), Frankfurt am Main.[12]

## Auszeichnungen
- 1987, 1988, 1989: Award of Merit der National Gallery of Zimbabwe, Harare
- 2009: Special award of the Jury der achten Fotobiennale Bamako
- 2010: Creative Arts Fellow der Rockefeller Foundation, Aufenthalt im Rockefeller Foundation Bellagio Center, bei dem die Serie „Suite Europa“ entstand[13]